# 주름썰기
주름썰기(영어: crinkle-cut)는 식자재를 단면에 주름 모양 또는 물결 모양이 생기도록 써는 방식이다.

## 사진

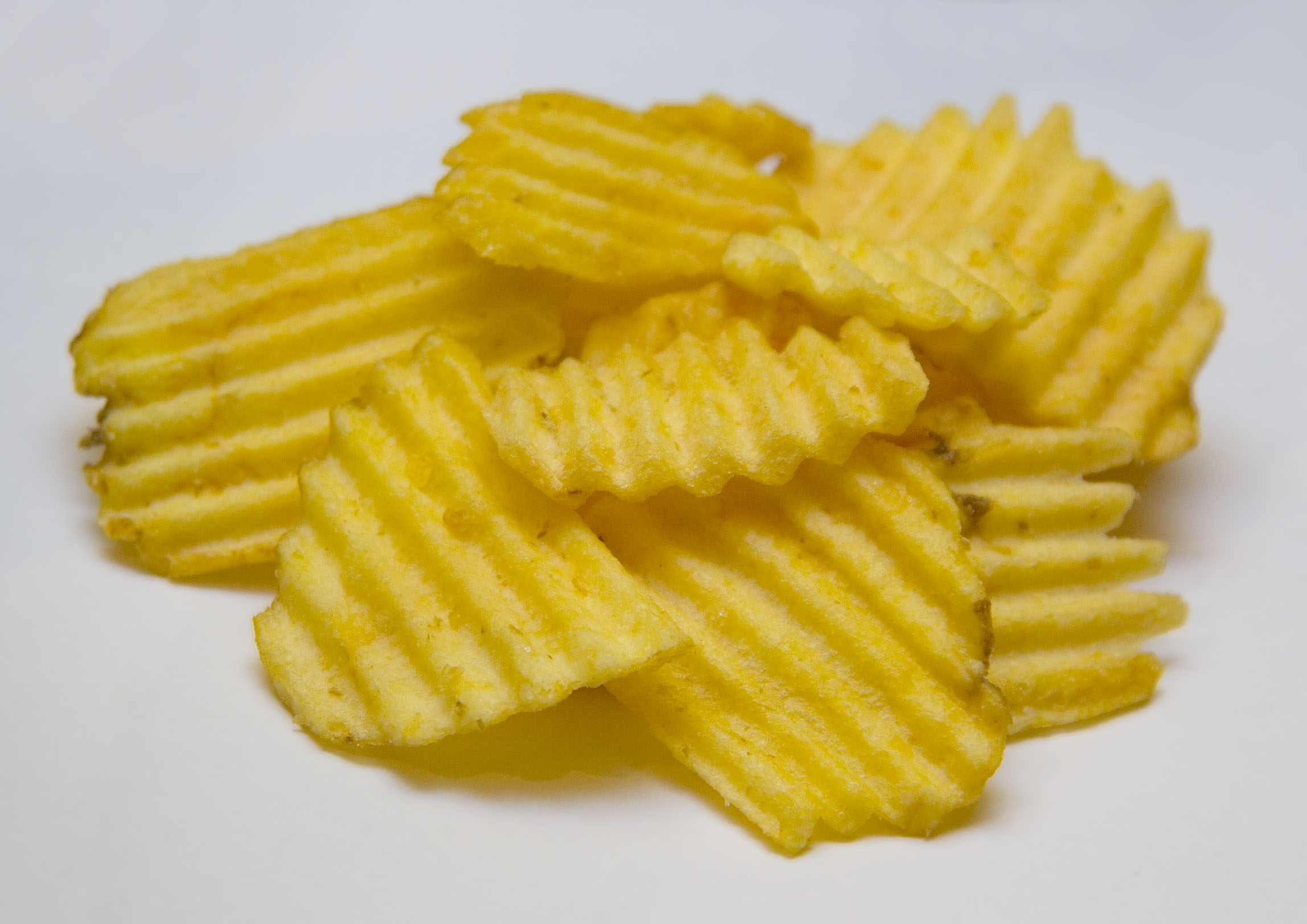
물결 감자칩
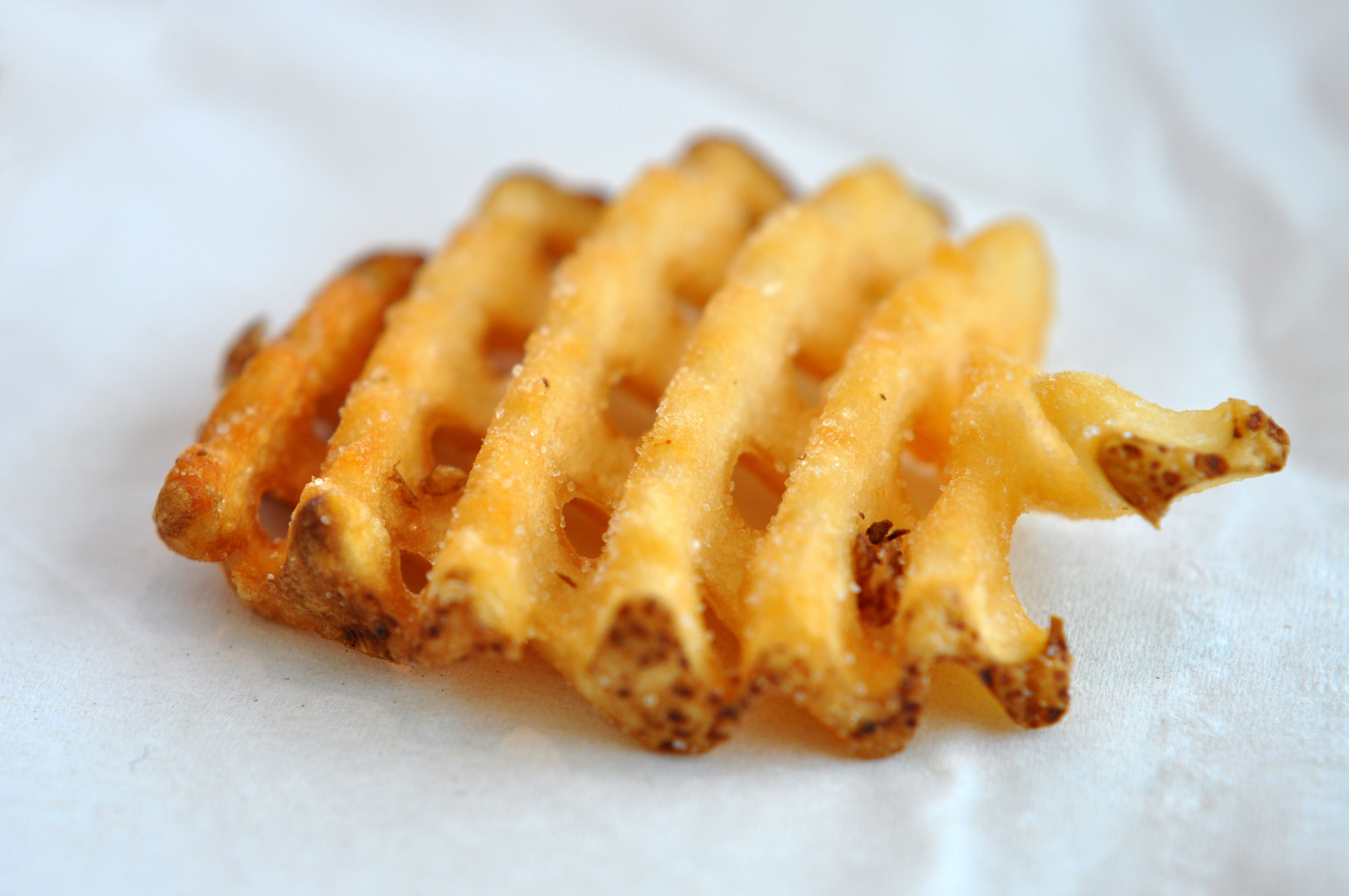
벌집 감자 튀김
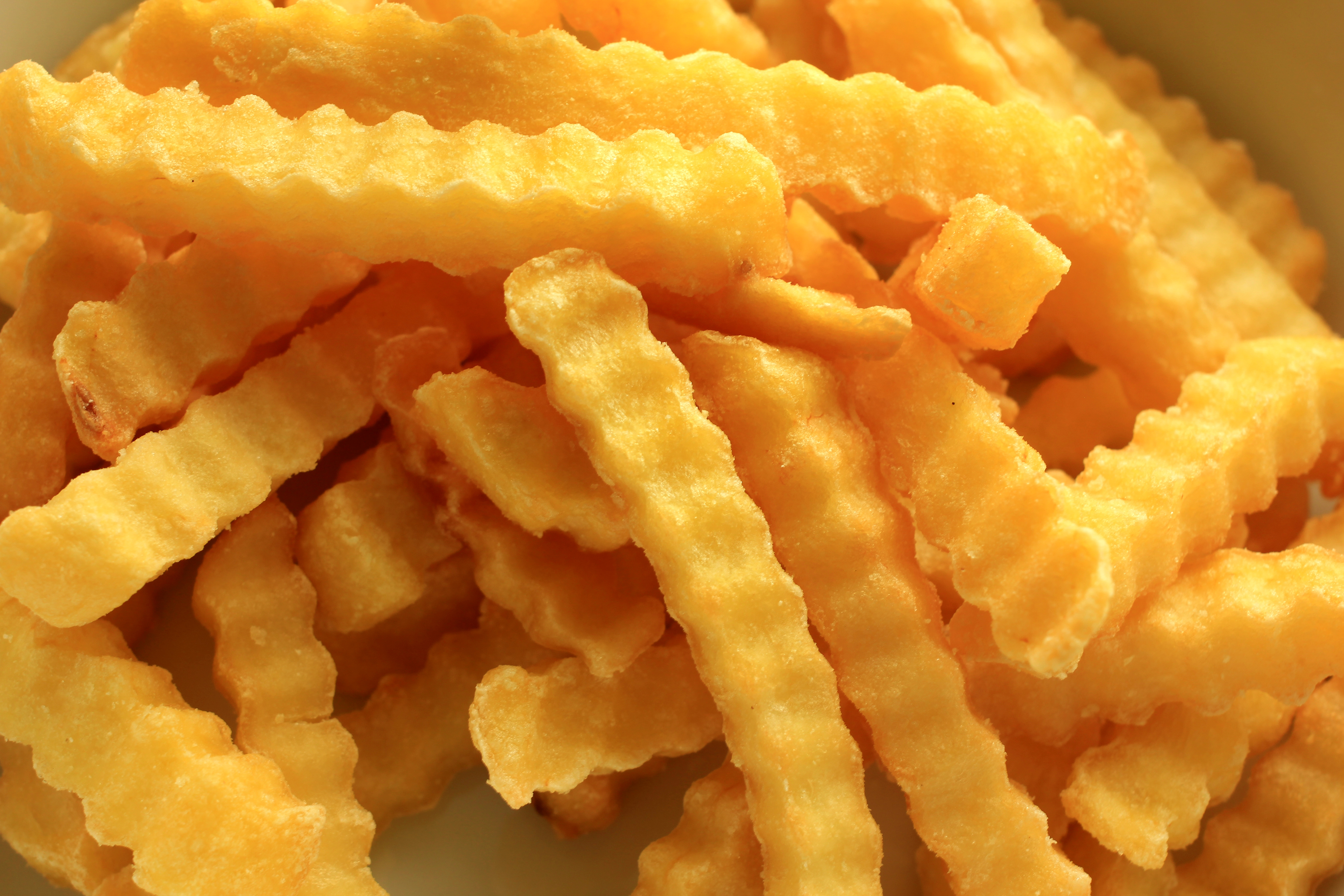
주름 감자 튀김
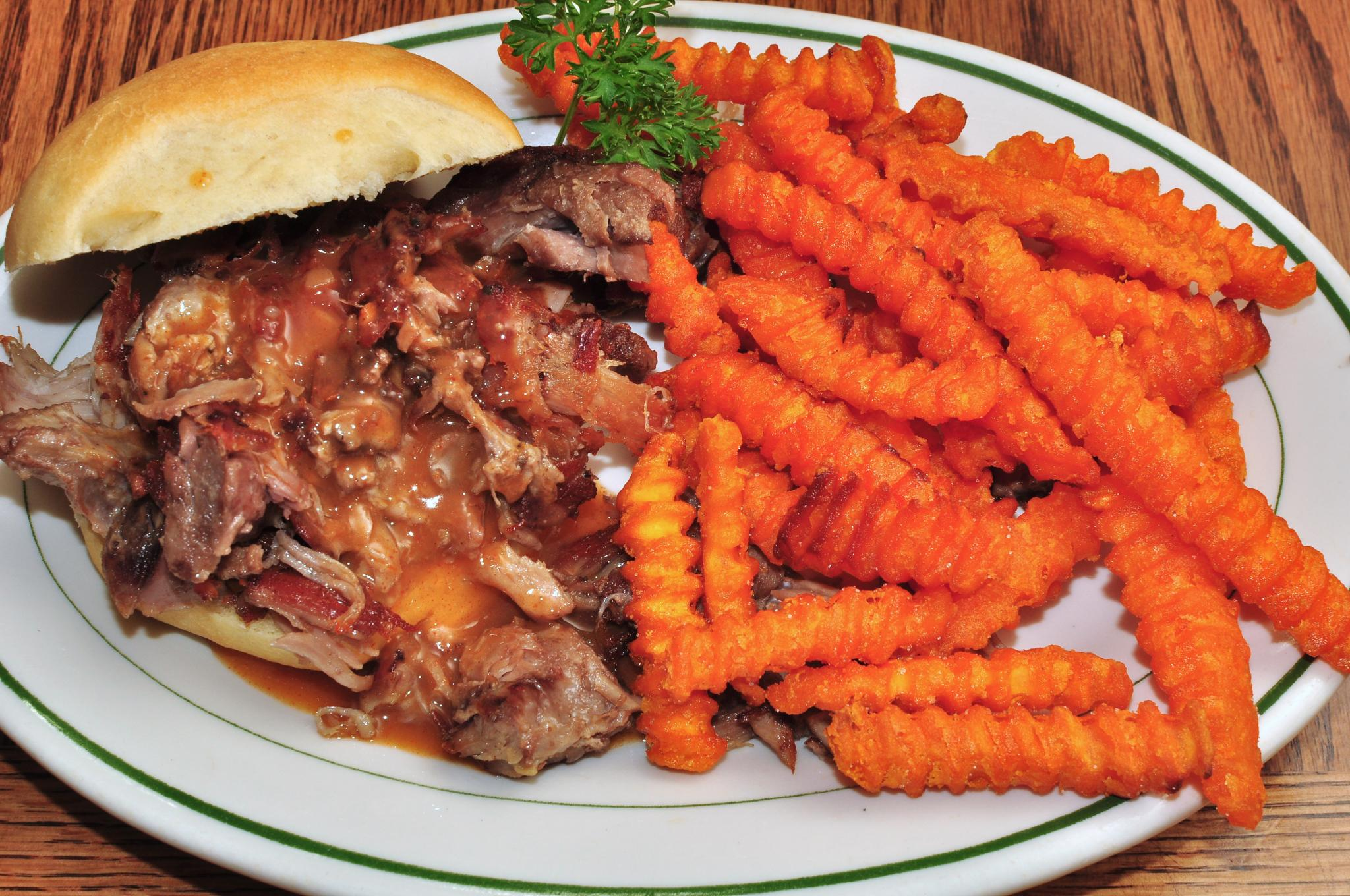
주름 고구마 튀김